# (5195) Kaendler
(5195) Kaendler ist ein Asteroid des Hauptgürtels, der am 26. März 1971 von dem niederländischen Astronomenehepaar Cornelis Johannes van Houten und Ingrid van Houten-Groeneveld entdeckt wurde. Die Entdeckung geschah im Rahmen der Ersten Trojaner-Durchmusterung von 1971, bei der von Tom Gehrels mit dem 120-cm-Oschin-Schmidt-Teleskop des Palomar-Observatoriums aufgenommene Feldplatten an der Universität Leiden durchmustert wurden.
Der Asteroid wurde nach dem deutschen Bildhauer Johann Joachim Kändler (1706–1775) benannt, der einer der bedeutenden Modelleure der Meißner Porzellanmanufaktur war.